# Pellenes washonus
Pellenes washonus là một loài nhện trong họ Salticidae.
Loài này thuộc chi Pellenes. Pellenes washonus được Allen Lowrie & Willis J. Gertsch miêu tả năm 1955.